# Церковь Святой Марии (Блимхилл)
Церковь Святой Марии (англ. St Mary's Church, Blymhill) — англиканская приходская церковь в деревне Блимхилл района Саут-Стаффордшир (графство Стаффордшир); готическое здание храма с башней-колокольней было построено в XIV веке на месте церкви-предшественницы, возведённого ранее XI века; перестраивалось в XVIII и XIX веках; является памятником архитектуры I класса с 1962 года.